# Актобе
Да не се бърка по предишното му име Актюбинск с град Ахтубинск в Русия.
Актюбинск или Актобе (на казахски: Ақтөбе, Актобе; на руски: Актюбинск, Актобе) е град в Западен Казахстан, в европейската му част, административен център на Актобенска област.
Градът е сред най-големите индустриални, делови и културни центрове на страната.

## География
Разположен е на левия бряг на река Илек – ляв приток на река Урал, в централната част на Подуралското плато, представляващо равнина с височина 250 – 400 м.
Актюбинск е считан за най-източния европейски град на Казахстан. Експедиция на Руското географско дружество от април-май 2010 г. излиза със заключение, че границата между Европа и Азия трябва да е още по-южно (до платото Устюрт) и по-източно (до югоизточната граница на Източноевропейската равнина, поради което в европейската част на страната се включват още 5 града. Тази хипотеза все още не е потвърдена от Международния географски съюз.
Населението на града се състои от 367 220 жители (2012). По численост на населението градът заема 5-о място в Казахстан след Алмати, Астана, Шимкент и Караганда. В националния състав преобладават казахите – 68,72 % (2010). Следват руснаците (19,58 %), украинците (5,69 %), татарите (2,21 %), немците (0,92 %) и др. Има и българи – 0,14 %, т.е. ок. 515 души.

## История
Градът възниква на мястото на крепостта Актюбе, основана през 1869 г. от флигел-адютанта на царския двор полк. Борг за осигуряване на защита на вътрешната част на Оренбургския край от набезите на казахите от Малката орда. Ақтөбе на казахски означава бял хълм.
Плодородната почва и удобното разположение привличат много заселници. През 1891 г. гарнизонното укрепление Актюбе е преобразувано в уезден град Актюбинск от Тургайска област. В самото начало на XX век през Актюбинск преминава железният път Оренбург – Ташкент, което дава нов тласък за развитието на града.
На 10 март 1932 г. Актюбинск става център на Актюбинска област, а на 3 май 1962 г. – на по-големия Западноказахстански край, просъществувал само до 1 декември 1964 г. През 1977 г. Актюбинск става център на Западноказахстанската железница. На 11 март 1999 г. с указ на президента на Казахстан транскрипцията на наименованието на град Актюбинск на руски език е изменена на град Актобе.

## Икономика
Градът е крупен индустриален център на Западен Казахстан. Има предприятия за феросплави, хромови съединения, селскостопанско машиностроене, химическа, лека и хранителна промишленост, както и авиоремонтен завод.

## Култура и образование
Актюбинск разполага с 4 музея, включително и с републиканско значение. Има областна филхармония, драматичен театър „Т Ахтанов“, детски куклен театър, Дом на дружбата, областен планетариум.
В града действат 9 висши училища – 6 университета, 2 института, академия.

## Отдих и спорт
Жителите на града ползват 4 парка, множество градини и алеи. През 2009 г., за 140-годишнината на града, е съоръжен Водно-зелен булевард на единството и съгласието с амфитеатър, монумент и 2 фонтана (вкл. със светомузикални ефекти). Булевардът съединява най-големите в града централна джамия „Нұр Ғасыр“ и Свято-Николската катедрала, построени през 2008 г. Действат общо 3 джамии и 3 православни храма. Има и много скулптурни композиции и паметници.
За спортни занимания гражданите разполагат с Дворец на спорта, Централен стадион (по стандартите на УЕФА), хиподрум, тенис център. Футболният отбор на ФК „Актобе“ е шампион на страната през последните години.

## Известни личности
В Актюбинск са родени 35 носители на почетното звание „герой на Съветския съюз“. Редица още изтъкнати личности са свързани с града.
- Виктор Пацаев – космонавт
- Николай Кузнецов – академик, авиоконструктор
- Валерий Люкин – олимпийски шампион, гимнастик
- Олег Гайданов – заместник генерален прокурор на Русия, професор